# Amakusanthura vermiformis
Amakusanthura vermiformis is een pissebed uit de familie Anthuridae. De wetenschappelijke naam van de soort is voor het eerst geldig gepubliceerd in 1992 door Müller.